# MENAPT
MENAPT-landene er de (overvejende) muslimske lande i Mellemøsten og Nordafrika samt Pakistan og Tyrkiet.
MENA bruges på engelsk om Middle East and North Africa. MENAP omfatter de samme lande plus Pakistan og evt. Afghanistan. MENAT medtager Tyrkiet. MENAPT er det almindeligt brugte på dansk.